# Copa Mundial VIVA 2006
La Copa Mundial VIVA 2006 fue la primera edición de la Copa Mundial VIVA, un torneo internacional de fútbol disputado por selecciones nacionales no reconocidas por la FIFA. Esta edición se jugó del 20 al 24 de noviembre de 2006 en las poblaciones de Costebelle y Hyères, en el área de Occitania, Francia.

## Historia
En un comienzo, el torneo iba a ser realizado en la República Turca del Norte de Chipre. Sin embargo, luego de que asumiera una nueva directiva la Federación de Fútbol del Norte de Chipre (KTFF), la N.F.-Board cambió la localización del torneo a Occitania. De acuerdo a la confederación, la nueva directiva de la KTFF habría intentado restringir a las naciones participantes, mientras que la KTFF declaró que el origen del conflicto se debió al costo excesivamente alto presupuestado por la NF-Board.
Tras perder la sede del torneo, la KTFF anunció la realización de un torneo similar, la Copa ELF.  La Copa ELF, a diferencia de la Copa Mundial VIVA, anunció que pagarían los costos de los equipos participantes, lo que atrajo el interés de varios miembros de la NF-Board e incluso de algunos de la FIFA.

## Sede
| Ciudad     | Estadio           | Capacidad |
| ---------- | ----------------- | --------- |
| Costebelle | Stade Gaby Robert | -         |
| Hyères     | Stade L’Ayguade   | -         |
| Hyères     | Stade Perruc      | 1.410     |

## Equipos participantes
| Equipos participantes | Equipos participantes | Equipos participantes | Equipos participantes |
| --------------------- | --------------------- | --------------------- | --------------------- |
| Camerún Meridional    | Laponia               | Mónaco                | Occitania             |

La Copa Mundial VIVA, presupuestada para 16 equipos, pronto se vio sin equipos que quisieran participar. El número de participantes se redujo a 6 equipos, que serían divididos en dos grupos:
Grupo A
- Camerún Meridional
- Laponia
- Mónaco

Grupo B
- Occitania
- Papúa Occidental
- Pueblo Gitano

Sin embargo, a fines de octubre, los equipos de Papúa Occidental y del pueblo gitano (Rom) se retiraron debido a problemas de financiamiento, por lo que el torneo se realizaría con solo cuatro participantes.
Finalmente, la selección de Camerún Meridional no pudo llegar al torneo al tener problemas con su visas, por lo que sus partidos no fueron disputados y terminaron con un marcador 0:3 por walkover.

## Resultados
Los horarios corresponden a la hora de Francia (CET; UTC+1)

### Grupo único
| Equipo             | Pts | PT | G | E | P | GF | GC | DG  |
| ------------------ | --- | -- | - | - | - | -- | -- | --- |
| Laponia            | 9   | 3  | 3 | 0 | 0 | 24 | 0  | +24 |
| Mónaco             | 6   | 3  | 2 | 0 | 1 | 6  | 16 | -10 |
| Occitania          | 3   | 3  | 1 | 0 | 2 | 5  | 10 | -5  |
| Camerún Meridional | 0   | 3  | 0 | 0 | 3 | 0  | 9  | -9  |

| 20 de noviembre de 2006, 13:30 | Mónaco | 3:0 Walkover | Camerún Meridional | Stade Gaby Robert, Costebelle |  |

| 20 de noviembre de 2006, 15:15 | Laponia                                                                                       | 7:0 (4:0) | Occitania | Stade Gaby Robert, Costebelle |  |
|                                | Tom Høgli 22', ?' · Erik Lamøy · Steffen Nystrøm · Olav Råstad · Torkild Nilsen · Espen Bruer | Reporte   |           |                               |  |

| 21 de noviembre de 2006, 13:30 | Camerún Meridional | 0:3 Walkover | Laponia | Stade Gaby Roberte, Costebelle |  |

| 21 de noviembre de 2006, 15:30 | Occitania                         | 2:3 (0:1) | Mónaco                                                   | Stade L’Ayguade, Hyerès |  |
|                                | Léglise 51' · Sebastián Rojas 72' | Reporte   | Olivier Lechner 20' · Guy Platto 53' · Anthony Houry 59' |                         |  |

| 22 de noviembre de 2006, 13:30 | Occitania | 3:0 Walkover | Camerún Meridional | Stade L’Ayguade, Hyerès |  |

| 22 de noviembre de 2006, 15:30 | Laponia | 14:0    | Mónaco | Stade L’Ayguade, Hyerès |  |
|                                | Olsen 5', 17', 45', 50' · Nystrøm 12', 16', 23', 28' · Andersen 26' · Råstad 40' · Lamøy 57' · Bruer 66' · Tom Høgli 77' · Johansen 83' | Reporte |        |                         |  |

### Disputa de tercer lugar
| 24 de noviembre de 2006, 18:00 | Occitania | 3:0 Walkover | Camerún Meridional | Stade l'Ayguade, Hyères |  |

### Final
| 24 de noviembre de 2006, 19:00 | Laponia | 21:1 (9:0) | Mónaco     | Stade Perruc, Hyerès |  |
|                                | Olsen 5' · Høgli 7' 20' 40' · Lamøy 32' 39' 51' 55' · Nystrøm 35' · Råstad 38' 45' (pen.) · Bruer 59' 81' · Johansen 62' 65' 88' · Brekke 72' (pen.) · Nilssen 76' 78' · Minde 84' · Eira 87' | Reporte    | Armita 50' |                      |  |

| Laponia         |
| Campeón LAPONIA |
| Primer título   |

## Goleadores
| Jugador         | Selección | Goles |
| --------------- | --------- | ----- |
| Eirik Lamøy     | Laponia   | 6     |
| Tom Høgli       | Laponia   | 6     |
| Steffen Nystrøm | Laponia   | 6     |
| Olav Råstad     | Laponia   | 4     |
| Espen Bruer     | Laponia   | 4     |
| Torkild Nilsen  | Laponia   | 3     |

## Tabla general
| Pos. | Equipo             | Pts | PJ | PG | PE | PP | GF | GC | Dif. | Rend. |
| ---- | ------------------ | --- | -- | -- | -- | -- | -- | -- | ---- | ----- |
| 1    | Laponia            | 12  | 4  | 4  | 0  | 0  | 45 | 1  | 44   | 100%  |
| 2    | Mónaco             | 6   | 4  | 2  | 0  | 2  | 7  | 37 | -30  | 50%   |
| 3    | Occitania          | 6   | 4  | 2  | 0  | 2  | 8  | 10 | -2   | 50%   |
| 4    | Camerún Meridional | 0   | 4  | 0  | 0  | 4  | 0  | 9  | -12  | 0%    |